# NGC 4663
NGC 4663 (również IC 811 lub PGC 42946) – galaktyka soczewkowata (SB0), znajdująca się w gwiazdozbiorze Panny. Odkrył ją Wilhelm Tempel w 1882 roku.